# Enzo Amore
Eric Arndt (8 de diciembre de 1986), conocido profesionalmente como Real1 y nZo, es un rapero y luchador profesional estadounidense más conocido por su paso en WWE, donde trabajó bajo el nombre de Enzo Amore, sin embargo trabaja actualmente en el circuito independiente, actualmente se presenta para Ring of Honor con el nombre nZo. 
Entre sus logros se destacan dos reinados como Campeón Peso Crucero de WWE.

## Vida personal
Arndt nació en Hackensack, Nueva Jersey el 8 de diciembre de 1986. Creció en Waldwick, Nueva Jersey, donde iba a la Escuela Elemental Conmemorativa y jugaba fútbol en el Instituto Waldwick. Mientras estudiaba en la Universidad de Salisbury y finalmente ganando un grado de periodismo, Arndt jugó  en la tercera universidad (NCAA) fútbol universitario de 2007 a 2009. Jugaba como linebacker para el Salisbury Sea Gulls . Antes de convertirse en un wrestler, Arndt había trabajado como disco jockey para los Jets de Nueva York. El hecho de que haya sido compañero de equipo de Bill Morrissey (más conocido como Big Cass) no es mera coincidencia ya que en la vida real, Arndt conoció a Morrissey a sus 15 años cuando jugaban baloncesto.

## Carrera

### Previo a la lucha libre
Arndt no tenía experiencia en la lucha libre antes de que WWE lo contratara. Se había entrenado con Joe DeFranco en DeFranco's Training Systems Gym en Wyckoff, Nueva Jersey desde sus 16 años. Irónicamente, Triple H también comenzó a entrenar con DeFranco. Viendo la oportunidad, Arndt hizo un vídeo recopilatorio de sí mismo haciendo varios ejercicios. Cuando DeFranco mostró el vídeo a Triple H y éste lo puso a prueba para luego ser contratado.
En agosto de 2012, WWE comunicó que Arndt es una nueva adquisición para la empresa. Arndt entonces se registró bajo el nombre de  Eric Anthony. Pronto, Arndt cambia su nombre al de Enzo Amore en WWE, bajo la marca NXT antes de noviembre de 2012.

### WWE (2012-2018)

#### NXT Wrestling (2013-2016)
El 22 de mayo de 2013, Amore debutó en NXT donde fue rápidamente derrotado por Mason Ryan. Amore pasó a formar un equipo con Colin Cassady, que también había perdido previamente a Ryan, haciéndose llamar "los tipos mas reales de la sala". Pronto se enfrentarían a otros luchadores de NXT como Alexander Rusev, Scott Dawson, Connor O'Brian, Rick Victor, Sylvester Lefort y Marcus Louis, estos dos últimos marcaron una rivalidad para Amore y Cassady la cual, culminó en NXT Takeover: Fatal 4-Way donde Amore venció a Lefort en un Hair vs Hair Match, pero como Lefort huyó del ring, su acompañante Marcus Louis fue rapado.
En 2015, la debutante Carmella se uniría al equipo de Enzo y Cassady, nombre con el que se identificaron desde esos momentos. Pronto tendrían otro feudo, esta vez con Blake & Murphy con quienes se enfrentaron en NXT TakeOver: Unstoppable por los Campeonatos en Parejas de NXT sin éxito. Luego, fueron introducidos al torneo Dusty Rhodes Tag Team Classic donde clasificaron la primera ronda y fueron eliminados por Finn Bálor y Samoa Joe en la segunda.
Finalizando el año, Enzo y Cassady nuevamente se enfrentan a los Campeones en Pareja de NXT Dash & Dawson con quienes se enfrentaron en NXT TakeOver: London pero fueron derrotados. Su feudo se extendió hasta en su aparición en Roadblock donde se enfrentaron nuevamente pero fueron derrotados.

#### 2016
El 4 de abril en Raw, Amore subió al roster principal en compañía de su amigo y compañero Colin Cassady, donde fueron muy bien recibidos por el público. En esa noche, confrontaron a The Dudley Boyz después de su lucha contra The Usos. Tras esto, Enzo & Cass fueron añadidos al torneo por los retadores #1 a los Campeonatos en Pareja de WWE. El 14 de abril en Smackdown, Enzo & Cass derrotaron a The Ascension en las semifinales. El 18 de abril en Raw, vencieron a The Dudley Boyz pasando a la final contra The Vaudevillains. En Payback, Enzo tuvo un accidente durante la lucha contra The Vaudevillains (Enzo fue lanzado por Gotch hacia el ringside golpeando su rostro y cuello contra la cuerda media y el suelo del ring respectivamente), lo que lo hará estar fuera por algunas semanas. El 23 de mayo en Raw, hizo su regreso acompañado por Big Cass en su lucha contra Bubba Ray Dudley y defendiéndolo de los ataques de D-Von Dudley. El 6 de junio en Raw, confrontaron a The Vaudevillains por lo sucedido con Enzo en Payback. Esa misma noche, se enfrentaron a The Vaudevillains, pero perdieron por descalificación después de que Cass los atacó brutalmente después de que English hiciera intencionalmente sobre Amore la misma maniobra que provocó la hospitalización de este, aunque Amore pudo levantarse después de esto. En Money in the Bank, fueron derrotados por The New Day en un Fatal Four-way Match donde estuvieron The Vaudevillains y The Club. 
El 4 de julio en Raw, salió junto a Cass a defender a John Cena del ataque de AJ Styles y The Club, empezando una rivalidad con Gallows y Anderson. En Battleground, derrotaron junto a John Cena a The Club.
El 19 de julio en SmackDown, Amore y Cass fueron enviados a Raw como equipo como parte del Draft. El 1 de agosto en Raw, Enzo apareció de manera solitaria para defender a Sasha Banks de los agravios de Charlotte y Chris Jericho. La misma noche, se enfrentó junto a Sasha contra Charlotte y Jericho donde fueron derrotados. El 8 de agosto en Raw, comenzaron otra rivalidad, esta vez con Chris Jericho y Kevin Owens. En SummerSlam, fueron derrotados por Jericho y Owens. El 22 de agosto en Raw, Enzo salió para apoyar a Cass quien fue elegido como parte del torneo clasificatorio por el Campeonato Universal de WWE donde derrotó a Rusev. El 5 de septiembre en Raw, Enzo & Cass fueron derrotados por The Shining Stars.
En Hell in a Cell, fueron derrotados por Gallows & Anderson. El 31 de octubre en Raw, derrotó a Luke Gallows en un Trick Or Street Fight Match. Posteriormente, fueron elegidos para ser parte del Team Raw para el Traditional Survivor Series Elimination Tag Team Match en Survivor Series. En Survivor Series, el Team Raw derrotó al Team SmackDown. Durante las siguientes semanas, comenzaron una rivalidad contra Rusev y Jinder Mahal con base en Lana.

#### 2017-2018
A inicio de 2017, continuaron con su rivalidad contra Rusev y Mahal. En Royal Rumble, Cass entró como el #1 siendo eliminado por Braun Strowman mientras que, Enzo ingresó como el #27 pero fue eliminado rápidamente por Brock Lesnar. Posteriormente, retomaron su rivalidad con Gallows & Anderson en busca de los Campeonatos en Parejas de Raw. En Fastlane, fueron derrotados por Gallows & Anderson. En las siguientes semanas hacia WrestleMania, fueron añadidos a un Triple Threat Ladder Match, donde estarían Gallows & Anderson y Cesaro & Sheamus. En WrestleMania 33, hubo un cambio a último momento donde los anfitriones The New Day anunciaron un Fatal 4-way Ladder Match, donde el cuarto equipo añadido fue The Hardy Boyz. Esa misma noche, fueron derrotados por The Hardy Boyz. Tras esto, continuaron su rivalidad con Gallows & Anderson. En Payback, derrotaron a Gallows & Anderson, terminando así su feudo.
El 22 de mayo en Raw, Enzo fue atacado tras bastidores por lo que Cass exigió al GM Kurt Angle que encontrara al culpable. El 5 de junio, Cass fue también atacado por lo que se empezó a sospechar de varios luchadores sobre todo de The Revival y Big Show, quienes estuvieron cerca de Enzo antes de los ataques. A esto se incluyó a Kurt Angle y el comentarista Corey Graves como observadores. El 19 de junio en Raw, Kurt Angle reunió a Enzo, Cass y a los sospechosos del ataque (The Revival y Big Show) para resolverlo de una vez por todas, donde Corey Graves mostró un video de seguridad donde se veía a Cass planificando su propio ataque y demostrando la inocencia de The Revival y Big Show. Después de esto, Cass confesó ser el atacante, declarando palabras fuertes contra Enzo para finalmente atacarlo, cambiando a heel. El 26 de junio en Raw, Enzo trató de hacer las paces con Cass, este lo aceptó pero cuando salían del ringside, Cass nuevamente atacó a Enzo, disolviendo definitivamente el equipo. En Great Balls of Fire, fue derrotado rápidamente por Cass. Tras las siguientes semanas, Enzo y Cass tuvieron careos donde Big Show fue incluido como compañero de Enzo.
En SummerSlam, participó en la lucha entre Big Show y Big Cass donde estuvo encerrado en una jaula. Aunque salió de la jaula, fue derribado por Cass, quien había derrotado a Big Show. El 21 de agosto, se enfrentó a Cass en un Brooklyn Street Fight Match en donde logró ganar debido a una lesión legitima de Cass.
El 28 de agosto en Raw, Kurt Angle hizo una revisión médica con Enzo donde pasó las pruebas para ser parte de la división crucero. Esa misma noche, derrotó a Noam Dar. El 29 de agosto en 205 Live, derrotó junto a Cedric Alexander y Gran Metalik a Tony Nese, Drew Gulak y Noam Dar. El 4 de septiembre, derrotó nuevamente junto a Alexander y Metalik a Nese, Gulak y Dar. El 5 de septiembre en 205 Live, derrotó a Alexander, Kendrick, Metalik y Nese en un Elimination Fatal 5-way Match, ganando la oportunidad de ser retador #1 al Campeonato Crucero de WWE. El 18 de septiembre en Raw, fue agredido por Braun Strowman para luego ser atacado por Neville. El 19 de septiembre en 205 Live, fue confrontado por Neville aunque terminó dándole un "Low Blow" a Neville.
En No Mercy, derrotó a Neville, ganando el Campeonato Crucero de la WWE; aunque lo hizo después de darle un "Low Blow" mientras no lo veía el árbitro. El 25 de septiembre en Raw, exigió una celebración a Kurt Angle, teniendo una actitud tweener. Esa misma noche, salió para celebrar su título y aunque se presentó toda la división crucero, cambió a heel al insultar a todos los luchadores presentes. Tras esto, fue atacado por Neville. Al finalizar Raw, salió Strowman para aplicarle un "Running Powerslam". Posteriormente, fue atacado por todos los luchadores cruceros. El 12 de diciembre en 205 Live, fue derrotado por Tony Nese debido a la descalificación debido al ataque de Daivari contra este último; luego, juntos, Amore, Daivari y Drew Gulak atacaron brutalmente a Nese. El 25 de diciembre en Raw, Amore, Ariya Daivari y Drew Gulak fueron derrotados por Akira Tozawa, Cedric Alexander y Mustafa Ali en una lucha por equipos. En el Raw del 9 de octubre, fue derrotado por el debutante de la división crucero Kalisto, perdiendo el Campeonato Peso Crucero de la WWE, con el que comenzó un feudo. En T.L.C, derrotó a Kalisto y volvió a ganar el Campeonato Peso Crucero. Y en el Kick-Off de Survivor Series, volvió a derrotar a Kalisto reteniendo el Campeonato Peso Crucero. Posteriormente creó su stable The Enzo's Train junto con Ariya Daivari, Drew Gulak, Tony Nese & Noam Dar.
El 8 de enero de 2018, Enzo fue derrotado por Cedric Alexander por conteo fuera, pero aún conservaba el título. Esa misma noche se pactó una revancha por el campeonato en Royal Rumble. El 23 de enero, Enzo Amore fue liberado de su contrato con la WWE por no notificarle que estaba siendo investigado por una supuesta violación que cometió en octubre de 2017.

### Circuito independiente (2018)
El 9 de junio de 2018, la primera aparición independiente de lucha de Arndt se anunció cuando House of Glory  Wrestling anunció que Arndt, bajo el nombre real Real1, aparecería en High Intensity 7 el 17 de agosto de 2018.

### Ring of Honor (2019-presente)
Enzo, junto con el excompañero del equipo de etiqueta Big Cass, apareció en la G1 Supercard en el Madison Square Garden. Después de un partido de equipo en el que participaban los talentos Ring of Honor y New Japan Pro-Wrestling, los dos saltaron la barricada y atacaron a varios luchadores. Las cámaras de transmisión se alejaron del incidente para indicar un ataque externo legítimo, pero más tarde se informó que el ángulo era un disparo trabajado.

### Major League Wrestling (2021)
El 6 de noviembre de 2021 en War Chamber, nZo hizo su debut en MLW, derrotando a Matt Cross.

## Controversia

### Problemas con otros luchadores y personal de WWE
Enzo Amore ha protagonizado múltiples problemas con otros luchadores y oficiales dentro de WWE debido principalmente a su conducta arrogante y su necesidad de querer ser el centro de atención, empezando por alegar durante su reinado como Campeón crucero de WWE, haber sido el causante de que Neville (que entonces tenía diferencias con los creativos de WWE) abandonara la empresa, así como también haber criticado a Big Cass por haberse lesionado, lo que eventualmente causó la ruptura de su amistad. Se sabe que después de un evento de Monday Night RAW, Enzo Amore fue expulsado del autobús que transporta a los luchadores de la marca por parte de Roman Reigns quien asumió el liderazgo de los camerinos debido a que hizo una serie de comentarios referentes al negocio de la Lucha libre profesional que no cayeron nada bien en algunos luchadores, lo que dio pie a que Roman Reigns expulsara a Enzo Amore del vehículo y le prohibiera igualmente hacer uso de los camerinos para cambiarse con el resto del elenco.

### Acusación de abuso sexual y despido de WWE
El 22 de enero de 2018, Arndt fue suspendido indefinidamente debido a una violación de la política de cero tolerancia de la WWE en asuntos relacionados con el acoso sexual y la agresión sexual. WWE publicó una declaración indicando que permanecerá suspendido "hasta que se resuelva el asunto". Sin embargo, 24 horas después, Enzo Amore fue liberado de su contrato al día siguiente, el 23 de enero, después de que se revelara que su acusadora, una mujer de nombre Philomena Sheahan había presentado un informe policial ante el departamento de policía local de Phoenix, Arizona, donde se produjo el incidente de violación el cual según la víctima tuvo lugar en una habitación de hotel el 19 de octubre de 2017.
Debido a este problema, Arndt no está incluido en el WWE Alumni.
PWinsider reveló que el día de su suspensión, Enzo Amore fue encarado por Vince McMahon quien le dijo a secas que abandonara el coliseo donde se celebrarían los 25 años de Monday Night RAW. Posteriormente se dio a conocer que la razón detrás de su despido se debió a que ocultó la información referente a las acusaciones de abuso sexual que pesan sobre él. El 23 de enero en SmackDown, Daniel Bryan anunció que Enzo Amore ya no es parte de 205 Live ni de WWE y que se buscaría a un nuevo campeón, Cedric Alexander, que ganó un torneo de 16 hombres realizado por Drake Maverick que culminó en WrestleMania 34 derrotando a Mustafa Ali.
El mismo día de su despido, por medio de su abogado, Arndt negó todas las acusaciones que hay en su contra.
El 16 de mayo de 2018, Arndt fue exonerado de todo cargo después de no hallar suficientes pruebas en contra suya.

### Intento de sabotaje de Survivor Series
El 18 de noviembre de 2018 en el Staples Center de la ciudad de Los Ángeles, se desarrollaba el evento de WWE Survivor Series, donde mientras se daba la lucha entre los Campeones en Parejas de Raw AOP (Akam & Rezar) y los Campeones en Parejas de SmackDown The Bar (Cesaro & Sheamus). Arndt apareció de entre el público e intentó boicotear el PPV al subirse a una silla y desde allí lanzar sus frases de pila cuando estaba en la empresa como luchador. De inmediato, la seguridad del coliseo así como personal de WWE lo expulsaron del coliseo y decidieron prohibirle el ingreso a cualquier evento realizado allí tanto en el Staples Center como cualquier otro evento organizado por WWE.

### Sabotaje de G1 Supercard
El 6 de abril de 2019 en el Madison Square Garden de la ciudad de Nueva York, se desarrollaba el evento de Ring of Honor y New Japan Pro-Wrestling G1 Supercard luego de la lucha de Guerrillas of Destiny (Tama Tonga & Tanga Loa) quiénes recién se coronaban como Campeones en Parejas de la IWGP y Campeones Mundiales en Parejas de ROH tras vencer a Villain Enterprises (Brody King & PCO), Los Ingobernables de Japón (Evil & Sanada) y The Briscoe Brothers (Jay Briscoe & Mark Briscoe). Arndt junto con William Kipp Morrissey aparecieron de entre el público e boicotearon el PPV al saltar del ringside y desde allí comenzó a agredir a The Briscoe Brothers y a Bully Ray. De inmediato, la seguridad del coliseo así como personal de ROH los expulsaron del coliseo.

## Carrera musical
Tras su despido de WWE, Arndt decidió ingresar a la industria musical,en el género del trap, bajo el nombre artístico de Real1.
El 28 de mayo de 2018 lanzó su primer sencillo, Phoenix, en el que hablaba de su frustración con la WWE, los aficionados y la mujer que lo acusó de abuso sexual. El 7 de junio, lanza su nuevo sencillo Bury Me A G. En noviembre, presenta su tercer sencillo Instant Gratification, donde se presenta bajo el nombre de nZo. A final de año, presentó su cuarto sencillo Grace.

## En lucha
- Movimientos finales
  - Diving DDT[16] – 2013–2017
  - JawdonZo[17][1]  (Stomp facebreaker) – 2017–2018, 2021-presente

- Movimientos de firma
  - Tornado DDT
  - Diving crossbody
  - Dropkick
  - Roll-up
  - Suicide dive
  - Double wristlock transicionado a un inverted double underhook facebuster
  - Diving headbutt
  - Fireman's carry gutbuster
  - Inverted facelock backbreaker

- Con Colin Cassady/Big Cass
  - Movimientos finales en equipo
    - Bada Boom Shakalaka[18]  (Rocket Launcher)[19][20]

- Apodos
  - "A Certified G and a Bona-Fide Stud"
  - "Jersey's Finest"[1]
  - "Realest Guy in the Room"[1]
  - "Smacktalker Skywalker"[1]
  - "The Michael Jordan of Jargon"[1]
  - "Muscles Marinara"
  - "The Charismatic Dynamo"
- Managers
  - Carmella[21]
- Temas de entrada
  - "Italian Lover" por Raphael Lake (NXT) (junio de 2013 – noviembre de 2013)
  - "SAWFT is a Sin" por CFO$ junto a Enzo Amore (NXT/WWE; usado en solitario y en equipo con Big Cass; 30 de mayo del 2014–23 de enero de 2018)

## Campeonatos y logros
- World Wrestling Entertainment/WWE
  - WWE Cruiserweight Championship (2 veces)
  - Premios de Fin de Año de la NXT (1 vez)
    - Equipo del Año (2015)

- Pro Wrestling Illustrated
  - Situado en el Nº268 en los PWI 500 de 2014[22]
  - Situado en el Nº226 en los PWI 500 de 2015[23]
  - Situado en el Nº122 en los PWI 500 de 2016[24]
  - Situado en el Nº110 en los PWI 500 de 2017[25]
  - Situado en el Nº138 en los PWI 500 de 2018

### Récord en luchas de apuestas
| Ganador                | Perdedor                     | Lugar            | Evento                    | Fecha                    | Notas  |
| ---------------------- | ---------------------------- | ---------------- | ------------------------- | ------------------------ | ------ |
| Enzo Amore (cabellera) | Sylvester Lefort (cabellera) | Orlando, Florida | NXT TakeOver: Fatal 4-Way | 11 de septiembre de 2014 | [ 26 ] |